# 水文地质学
水文地质学是研究地下水的科学。它研究与岩石圈、水圈、大气圈、生物圈以及人类活动相互作用下地下水水量和水质的时空变化规律，并研究如何运用这些规律去兴利除害，为人类服务。
水文地质学是从寻找和利用地下水源开始发展的，围绕实际应用，逐渐开展了理论研究。目前已形成了一系列分支。
地下水动力学
地下水动力学是研究关于地下水运动的基本理论，运用这些理论分析水文地质问题，建立相应的数学模型并提出恰当的计算方法，对地下水资源进行定量评价，预测地下水污染的发展趋势，控制地下水污染的学科。
水文地球化学
供水水文地质学
矿床水文地质学
农业水文地质学
区域水文地质学
古水文地质学
环境水文地质学
醫學水文地質學